# Mizusaki Yasushi
Yasushi Mizusaki (sinh ngày 13 tháng 6 năm 1971) là một cầu thủ bóng đá người Nhật Bản.

## Sự nghiệp câu lạc bộ
Yasushi Mizusaki đã từng chơi cho Cerezo Osaka.